# St. Leonhard (Grafing bei München)

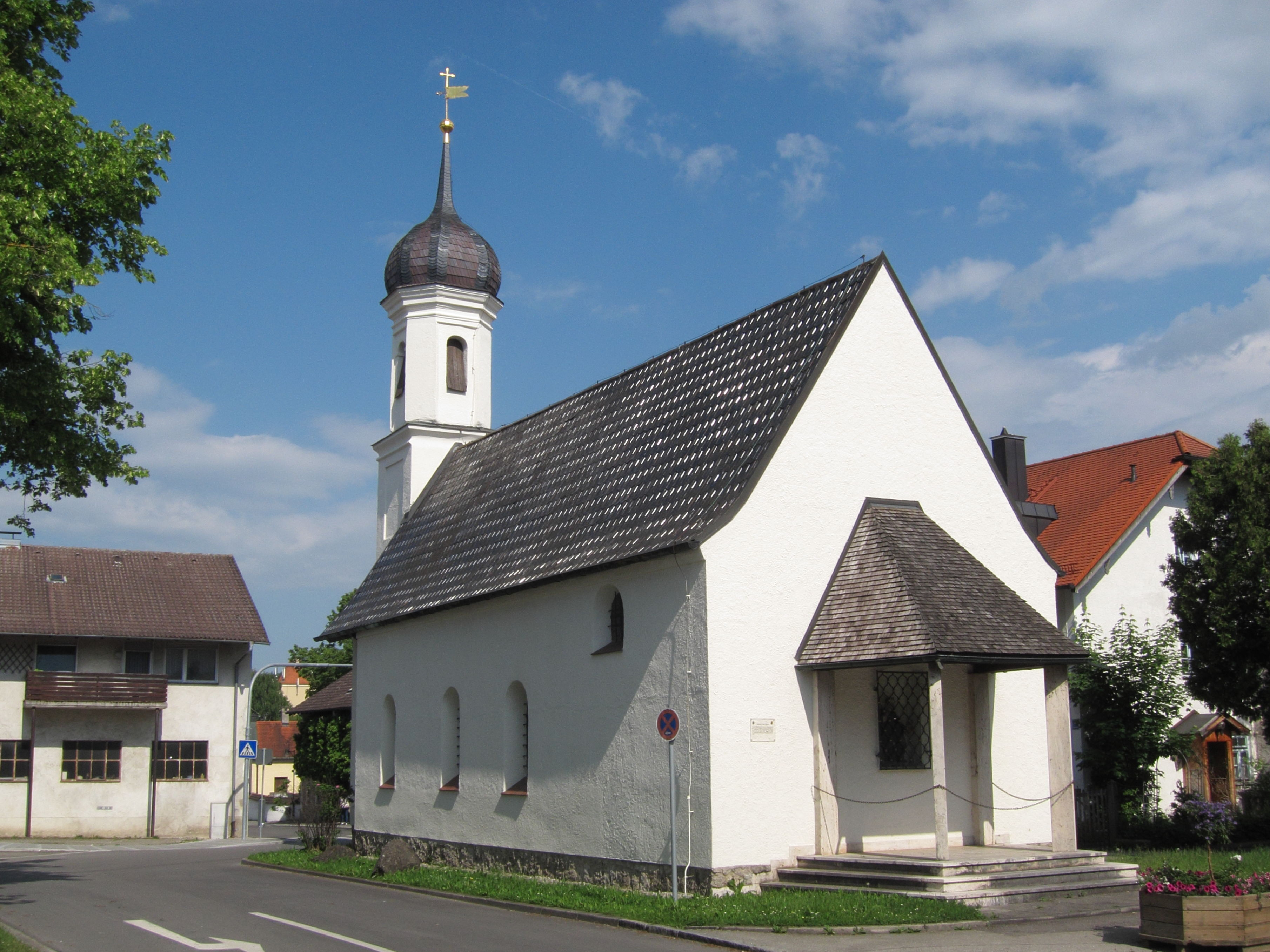
St. Leonhard in Grafing bei München

Die römisch-katholische Filialkirche St. Leonhard steht in Grafing bei München im oberbayerischen Landkreis Ebersberg. Das Bauwerk ist in der Liste der Baudenkmäler in Grafing bei München als Baudenkmal unter der Nr. D-1-75-122-13 eingetragen. Die Kirche gehört zum Dekanat Ebersberg im Erzbistum München und Freising.

## Beschreibung
Die im Kern spätgotische Saalkirche wurde um 1400 errichtet und um 1700 nach der Zerstörung im Dreißigjährigen Krieg wieder aufgebaut. Sie besteht aus dem Langhaus und dem eingezogenen, dreiseitig geschlossenen Chor im Osten, über dem sich der Chorturm erhebt. Das auf dem quadratischen Unterbau des Turms stehende achteckige Geschoss enthält den Glockenstuhl und ist mit einer Zwiebelhaube bedeckt.
Die Fresken des 15. und 16. Jahrhunderts im Chor und am Chorbogen wurden 1965 freigelegt. Der Hochaltar aus dem späten 17. Jahrhundert wird von den Skulpturen des Leonhard von Limoges und des heiligen Ägidius flankiert. Auf dem Altarretabel ist die Gottesmutter dargestellt. In einer Nische an der südlichen Langhauswand ist die Mater Dolorosa untergebracht.